# Стопало
Стопало је анатомска структура која се може пронаћи код бројних кичмењака. Код многих животиња, стопало је засебан орган сачињен од једног или више сегмената или костију.

## Људско стопало
Људско стопало је снажна и комплексна механичка структура која садржи 26 кости, 33 зглоба и више од стотину мишића.

### Кости
Веће кости у људском стопалу јесу:
- Чланци прстију кости су смештене у прстима стопала.
- Метатарзалне кости кости су средостопља.
- Клинасте кости 3 су кости смештене у средостопљу.
- Коцкаста кост прилеже уз клинасте кости.
- Чунаста кост кост је која се налази иза клинастих костију.
- Глежањска кост кост је која је смештена иза чунасте кости.
- Петна кост кост је смештена испод глежањска кости те иза коцкасте кости.

### Анатомија
Човек спада у групу табанаша; стопало читавим доњим делом носи тежину тела. Кожа на табанима гушћа је од свих подручја прекривених кожом на људском телу. Еволуција човека подстакла је постанак гушће коже на стопалима због његова постепеног кретања на само две ноге.

## Уобичајени облици
Код копнених животиња, неки чланконошци и сви краљешњаци имају сложене органе стопала. Стопало чланконошцу познато је као чланак, и смештен је дистално од гољенице. Код примитивних инсеката, чланак је био јединствен сегмент, но у развијенијих инсеката чланак је састављен до пет сегмената, обично са канџама.